# Théâtre philharmonique d'Odessa
Le théâtre philharmonique d'Odessa (ukrainien Одеська державна філармонія) est un théâtre situé à Odessa. 
Il est construit sur la base du palais des doges de Venise.

## Histoire
Bâtit en 1894 il était une bourse de commerce il fut décoré par  Nikolai Nikolaevich Karazin. En 1928 il fut transformé en théâtre.
En janvier 2025, il est touché par des bombardements russes, dans le contexte de l'invasion de l'Ukraine par la Russie.

### Intérieur

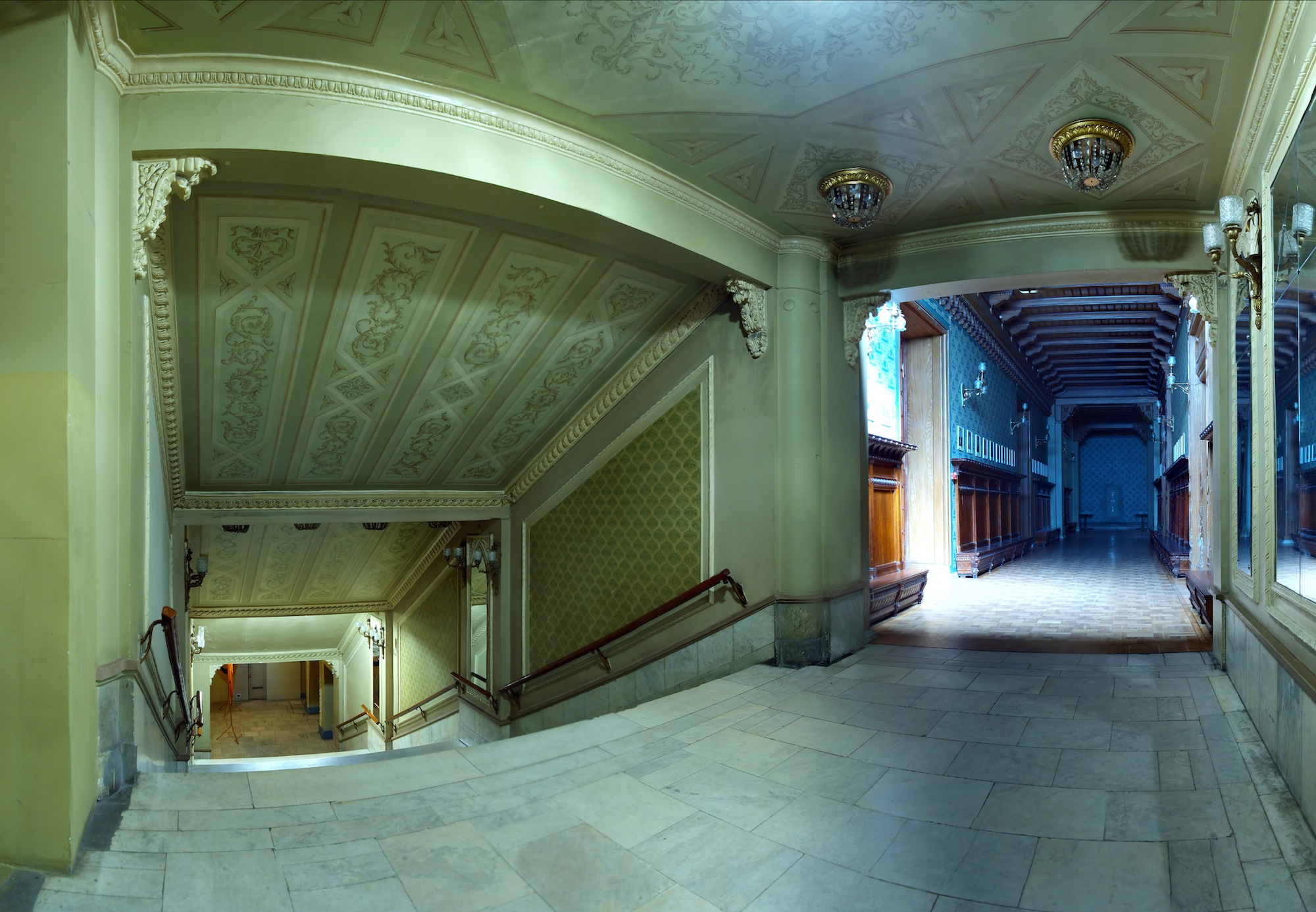
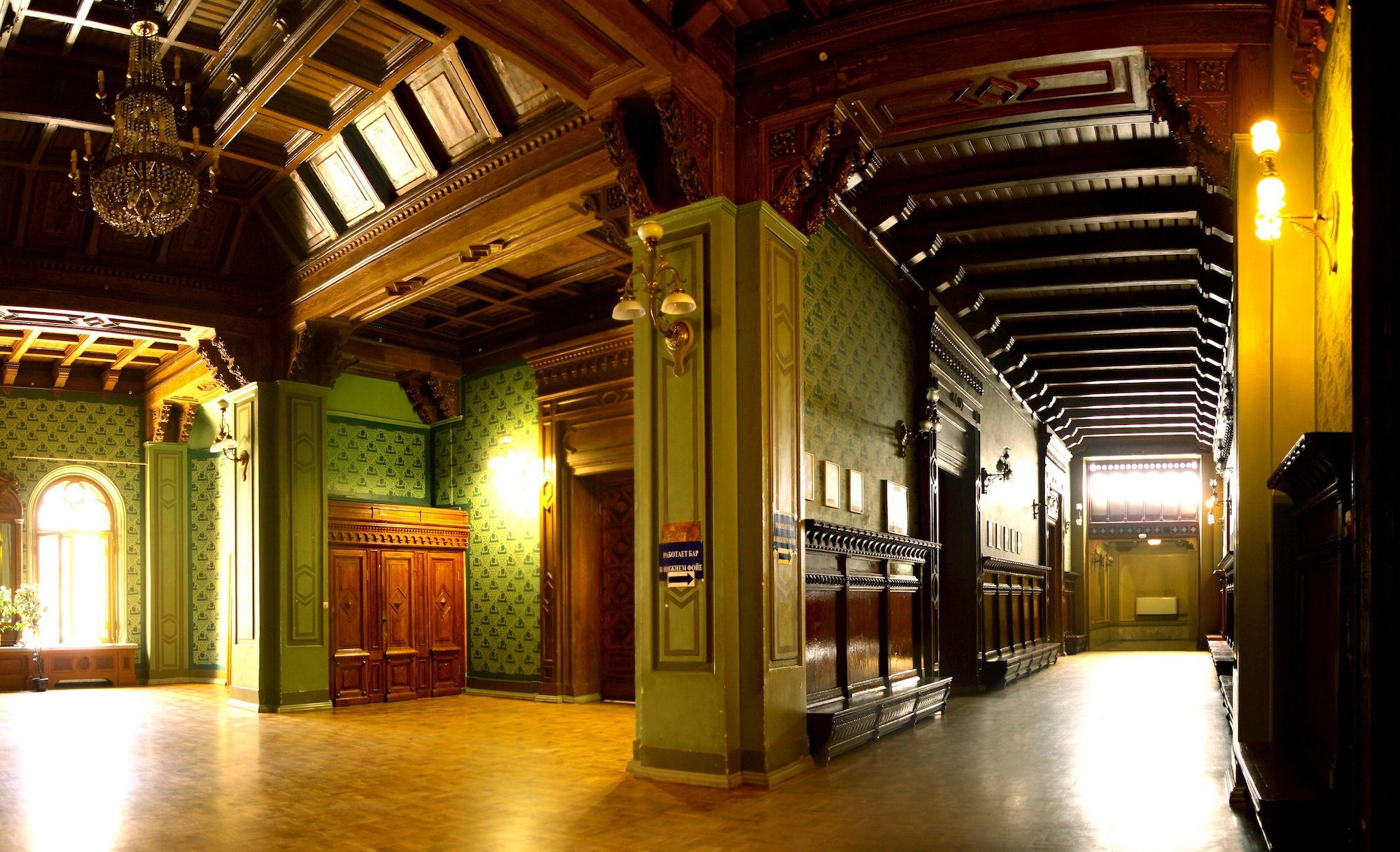
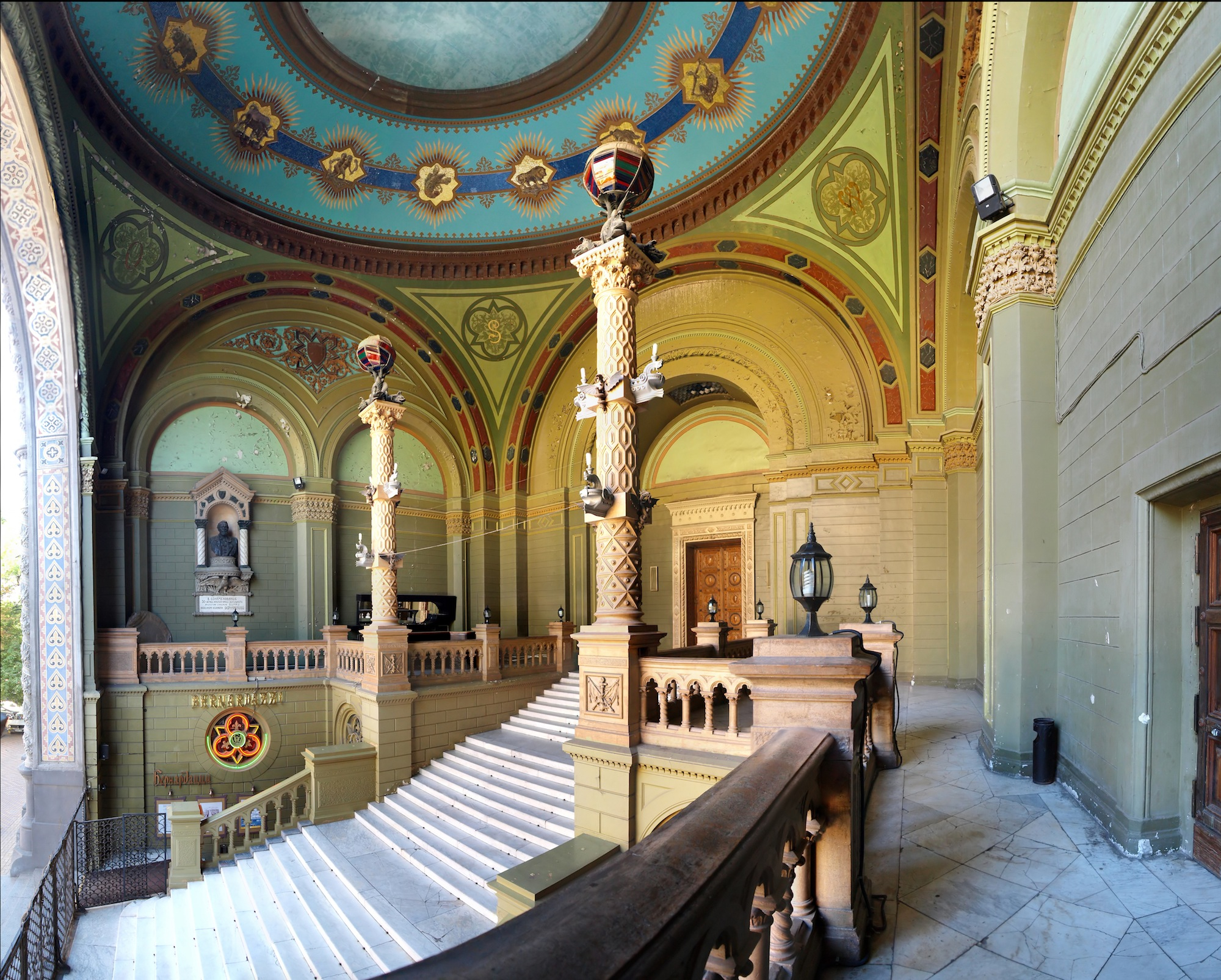

## Architecture
De style néo-mauresque.

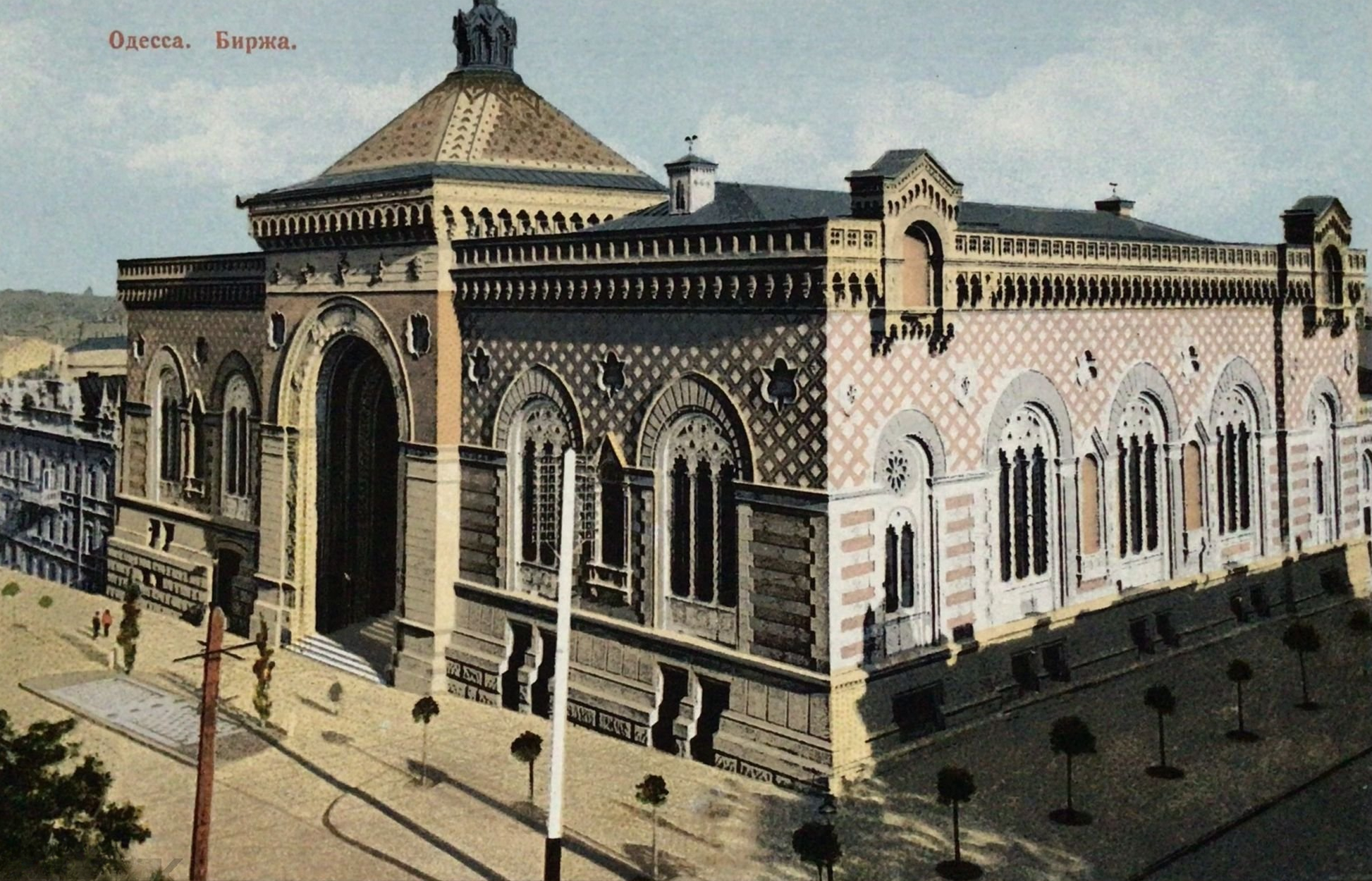
Encore la bourse
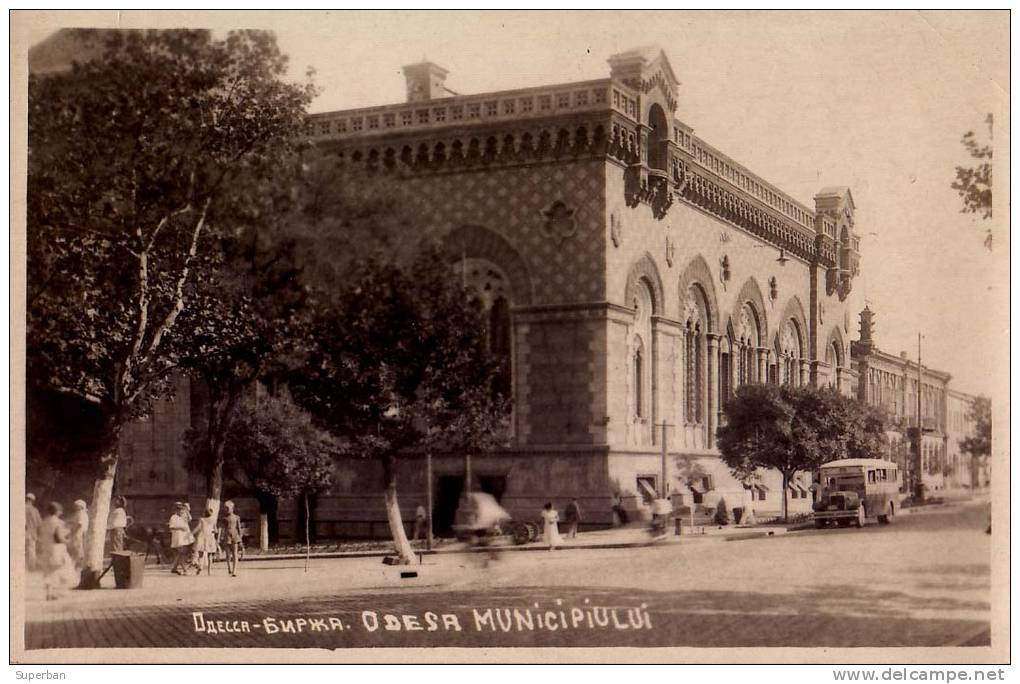
vers 1942,
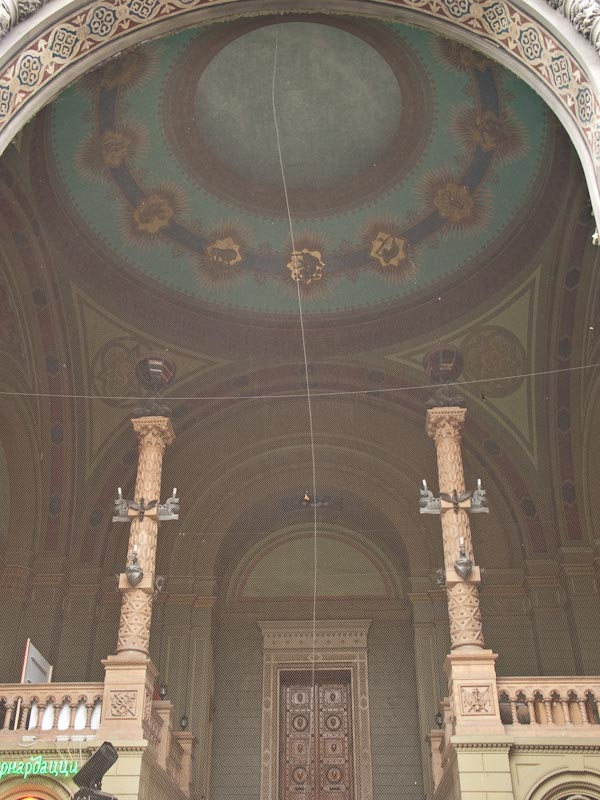
détail
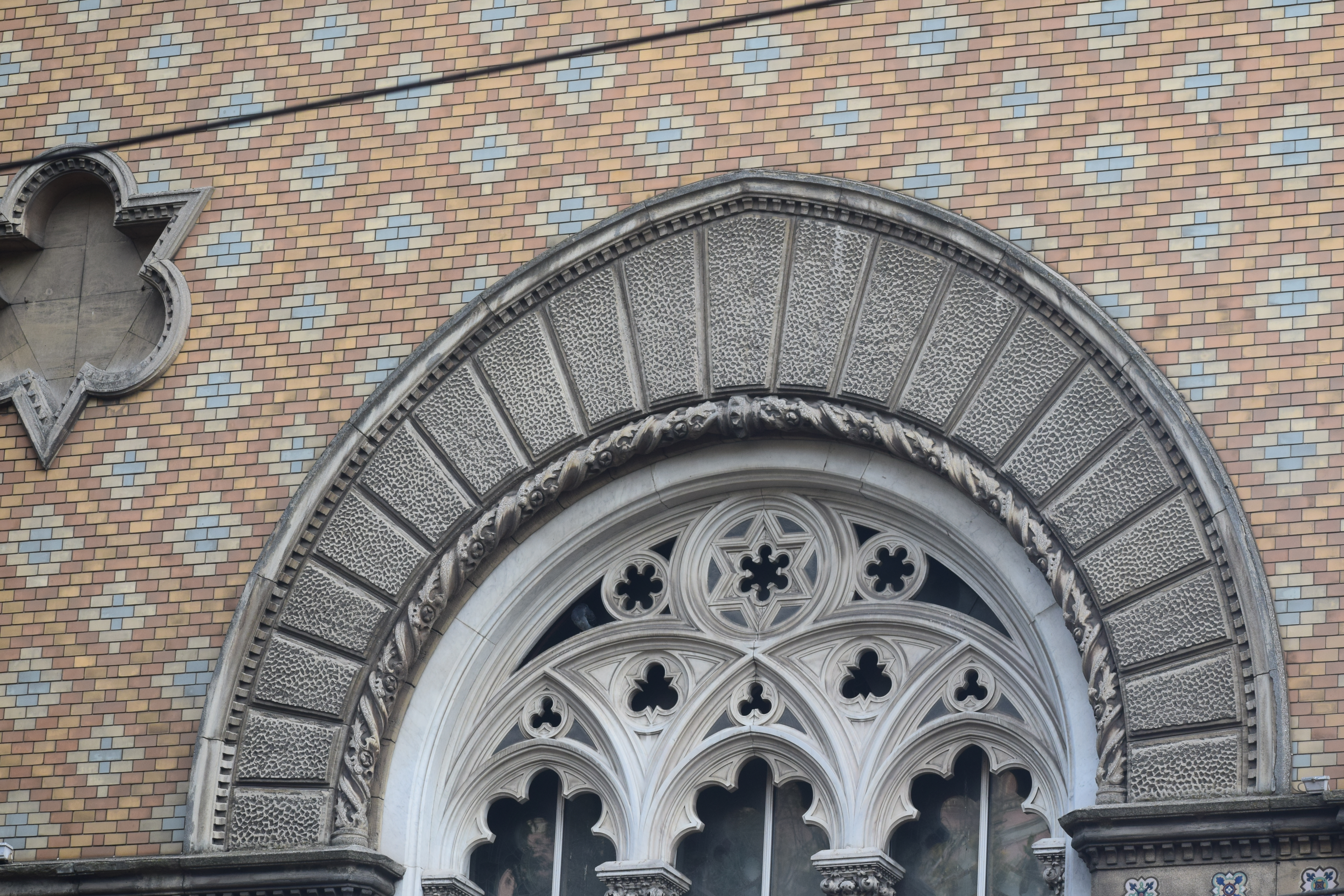
architectural.